# Rudy Dhaenens
Rudy Dhaenens (Deinze, província de Flandres Oriental, 10 de abril de 1961 - † 6 de abril de 1998) foi um ciclista belga, profissional entre os anos 1983 e 1992, cujo maior sucesso desportivo foi a camisola arco-íris conseguido no Campeonato do Mundo de 1990.
Principalmente destacou em competições de um dia, obtendo bons resultados em clássicas de renome como a Paris-Roubaix (2.º em 1986, 3.º em 1987, 5.º em 1985), a Volta à Flandres (2.º em 1990), a Liège-Bastogne-Liège (4.º em 1990), a Gante-Wevelgem (3.º em 1985) ou a Het Volk (4.º em 1988).
Ao termo da temporada de 1992 viu-se obrigado a retirar-se do ciclismo profissional devido a problemas médicos.
Faleceu em Aalst em 1998, quatro dias antes de cumprir 37 anos, em consequência de um acidente de carro. Em sua honra criou-se o Grande Prêmio Rudy Dhaenens, que se disputa anualmente em Nevele, Flandres Oriental.

## Palmarés
| - 1982 - Circuito Franco-Belga - 1985 - 3.º no Campeonato da Bélgica em Estrada - Druivenkoers Overijse - Omloop Mandel-Leie-Schelde - 1986 - 1 etapa do Tour de France - 1 etapa do Tour do Luxemburgo | - 1990 - Campeonato Mundial em Estrada - 1 etapa da Volta às Astúrias - 2.º na Copa do Mundo |

## Resultados nas grandes voltas
| Corrida            | 1983 | 1984 | 1985  | 1986  | 1987 | 1988 | 1989 | 1990 | 1991 | 1992 |
| ------------------ | ---- | ---- | ----- | ----- | ---- | ---- | ---- | ---- | ---- | ---- |
| Giro d'Italia      | -    | -    | -     | -     | -    | Ab.  | -    | -    | -    | -    |
| Tour de France     | Ab.  | Ab.  | 101.º | 122.º | Ab.  | 87.º | Ab.  | 43.º | Ab.  | -    |
| Volta a Espanha    | -    | -    | -     | -     | -    | -    | -    | -    | -    | -    |
| Mundial em Estrada | -    | Ab.  | Ab.   | 63.º  | -    | -    | -    | 1.º  | 14.º | -    |

-: não participa

Ab.: abandono

## Equipas
- Splendor (1983-1984)
- Hitachi (1985-1987)
- PDM (1988-1990)
- Panasonic (1991-1992)